# Durant (Oklahoma)
Durant és una ciutat dels Estats Units a l'estat d'Oklahoma. Segons el cens del 2007 tenia 16.161 habitants.

## Demografia
Segons el cens del 2000, Durant tenia 13.549 habitants, 5.488 habitatges, i 3.309 famílies. La densitat de població era de 274,9 habitants per km².
Dels 5.488 habitatges en un 28,4% hi vivien nens de menys de 18 anys, en un 42,8% hi vivien parelles casades, en un 13,2% dones solteres, i en un 39,7% no eren unitats familiars. En el 32,9% dels habitatges hi vivien persones soles el 13% de les quals corresponia a persones de 65 anys o més que vivien soles. El nombre mitjà de persones vivint en cada habitatge era de 2,32 i el nombre mitjà de persones que vivien en cada família era de 2,97.
Per edats la població es repartia de la següent manera: un 23,2% tenia menys de 18 anys, un 18,1% entre 18 i 24, un 24,7% entre 25 i 44, un 17,9% de 45 a 60 i un 16,1% 65 anys o més.
L'edat mediana era de 31 anys. Per cada 100 dones de 18 o més anys hi havia 87,8 homes.
La renda mediana per habitatge era de 25.328$ i la renda mediana per família de 32.988$. Els homes tenien una renda mediana de 26.574$ mentre que les dones 19.676$. La renda per capita de la població era de 13.849$. Entorn del 17,2% de les famílies i el 22,1% de la població estaven per davall del llindar de pobresa.

## Poblacions més properes
El següent diagrama mostra les poblacions més properes.